# Thricops separ
Thricops separ är en tvåvingeart som först beskrevs av Zetterstedt 1845.  Thricops separ ingår i släktet Thricops och familjen husflugor. Arten är reproducerande i Sverige. Inga underarter finns listade i Catalogue of Life.